# Barrett M99
Das Barrett Modell 99 „Big Shot“ ist ein Anti-materiel rifle, das seit 1999 von dem US-amerikanischen Hersteller Barrett Firearms Manufacturing, Inc hergestellt wird. Das M99 ist als preiswerte Alternative zu früheren Barrett-Präzisionsgewehren im Kaliber .50 BMG, wie dem M82 und dem M95, gedacht.
Entwickelt wurden zwei Versionen, das M99 und das M99-1. Das M99 wurde als Präzisionsgewehr für Einsätze mit großen Schussdistanzen entwickelt, in denen ein präziser Schuss weitaus wichtiger ist als die Kadenz. Die Version M99-1 wurde speziell für städtische Kämpfe entwickelt, beispielsweise für gezielte Tötungen oder um gegnerische Scharfschützen zu bekämpfen, wo die Entfernungen zwar relativ gering sind, jedoch trotzdem ein durchschlagstarkes Projektil erforderlich ist, um zum Beispiel Körperpanzer zu durchdringen. Weiterhin ist das Modell 99 in zwei verschiedenen Kalibern, .416 Barrett (10,5 × 83 mm) oder .50 BMG, sowie in drei unterschiedlichen Rohrlängen erhältlich.

## Technik
Bedingt durch die Restriktion nach einer preiswerteren Alternative zu den selbstladenden Vorgängern sowie durch die geforderte hohe Präzision ist das M99 ein Einzellader; d. h. nach Abgabe eines Schusses wird der Verschluss manuell entriegelt, nach hinten geschoben, die Hülse wird dabei vom Verschluss ausgeworfen, eine neue Patrone wird von Hand in das Patronenlager gelegt, der Verschluss geschlossen und wieder verriegelt.
Das M99-Gewehr besteht im wesentlich aus dem Lauf mit Gehäuse, der Bodenplatte, dem Abzug, dem Verschluss und dem Zweibein. Das Gehäuse besteht komplett aus einer gezogenen Aluminiumlegierung. Auf dem Gehäuse ist eine M1913-Schiene integriert, so dass ein Zielfernrohr montiert werden kann. Das Gewehr verfügt über keine weiteren Zielvorrichtungen. In dem Gehäuse ist der schwere Lauf befestigt, der mit hydraulischen Pressen gefertigt wird. Der Lauf und die Schiene bilden nach der Montage eine Einheit und sind fest miteinander verbunden, so dass eine Erwärmung des Laufes keine negativen Auswirkungen auf die Zielgenauigkeit hat. An der Mündung des Laufes ist eine sehr wirksame Mündungsbremse angebracht, die bereits bei den vorherigen Modellen M82 und M95 verwendet wurde. An der Bodenplatte, die von hinten in das Gehäuse geschoben wird, ist ein Rohr befestigt, in dem der Verschluss gleitet. Verriegelt wird er jedoch im hinteren Endstück des Laufes über 15 Verriegelungswarzen, die in drei Reihen hintereinander angeordnet sind. Der Verschluss wird aus einem Teil gefräst. Die beweglichen Teile im Verschluss sind der Funktion nach der Auszieher und der Auswerfer, um die Patronenhülse auszuwerfen sowie der Schlagbolzen zur Zündung der Patronen. Das Zweibein ist am vorderen Ende des Gehäuses befestigt. Das M99 lässt sich ohne Werkzeuge zerlegen.